# Furcula septentrionalis
Furcula septentrionalis är en fjärilsart som beskrevs av Rudolf Rangnow 1935. Furcula septentrionalis ingår i släktet Furcula och familjen tandspinnare. Inga underarter finns listade i Catalogue of Life.

## Bildgalleri

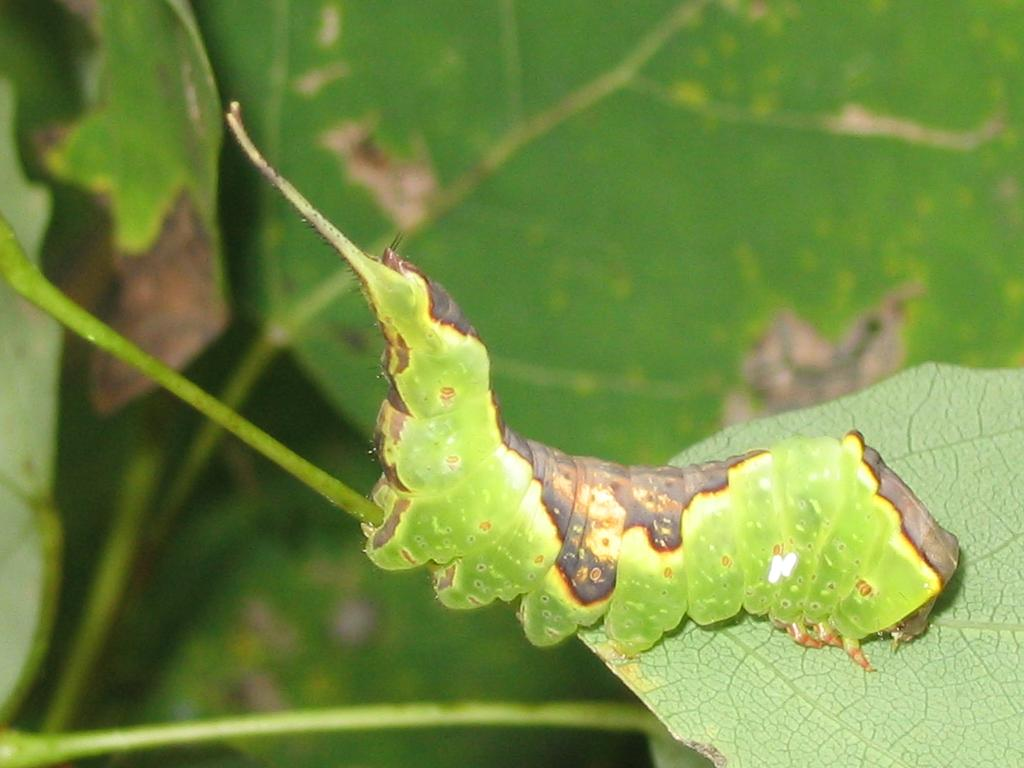
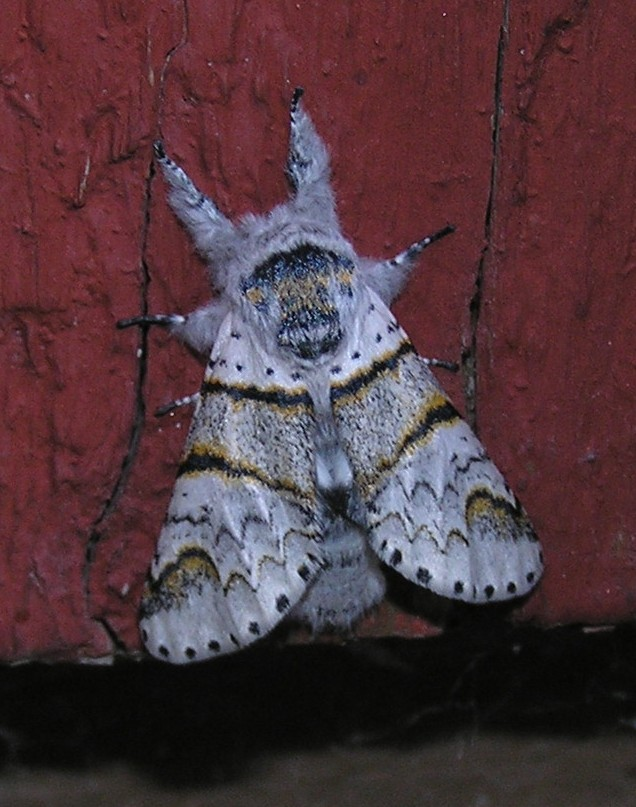
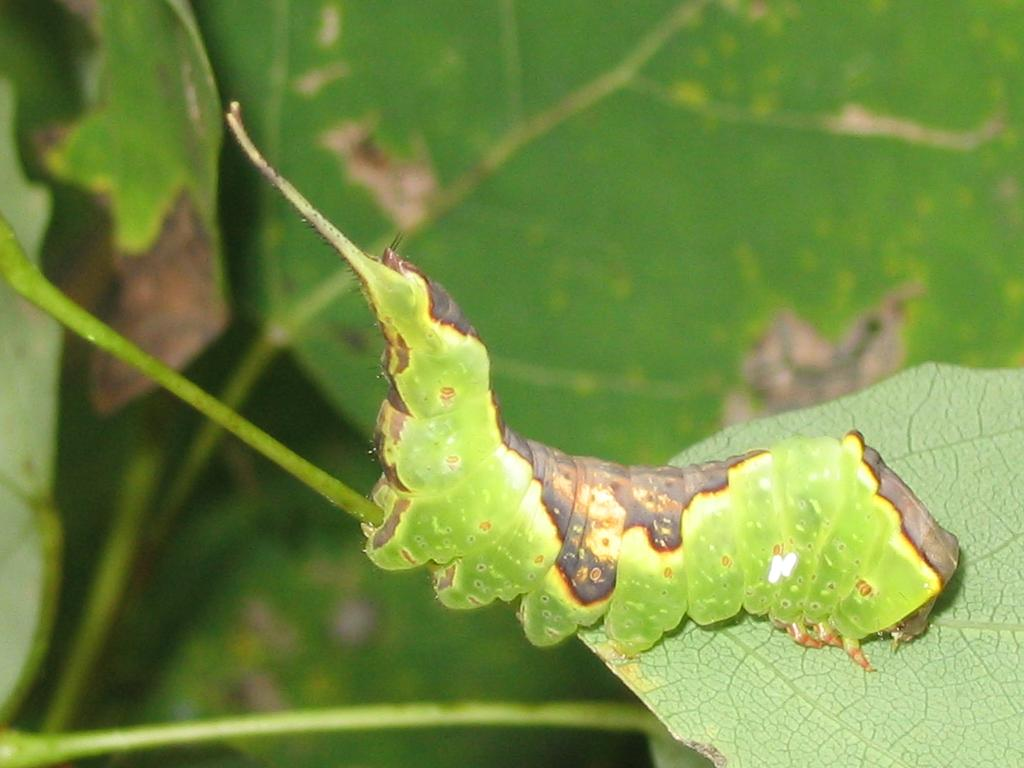
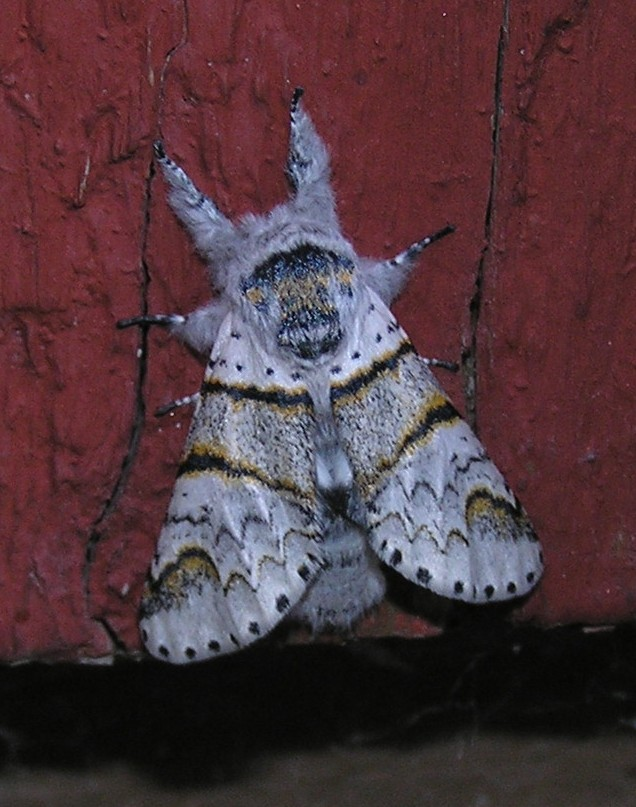
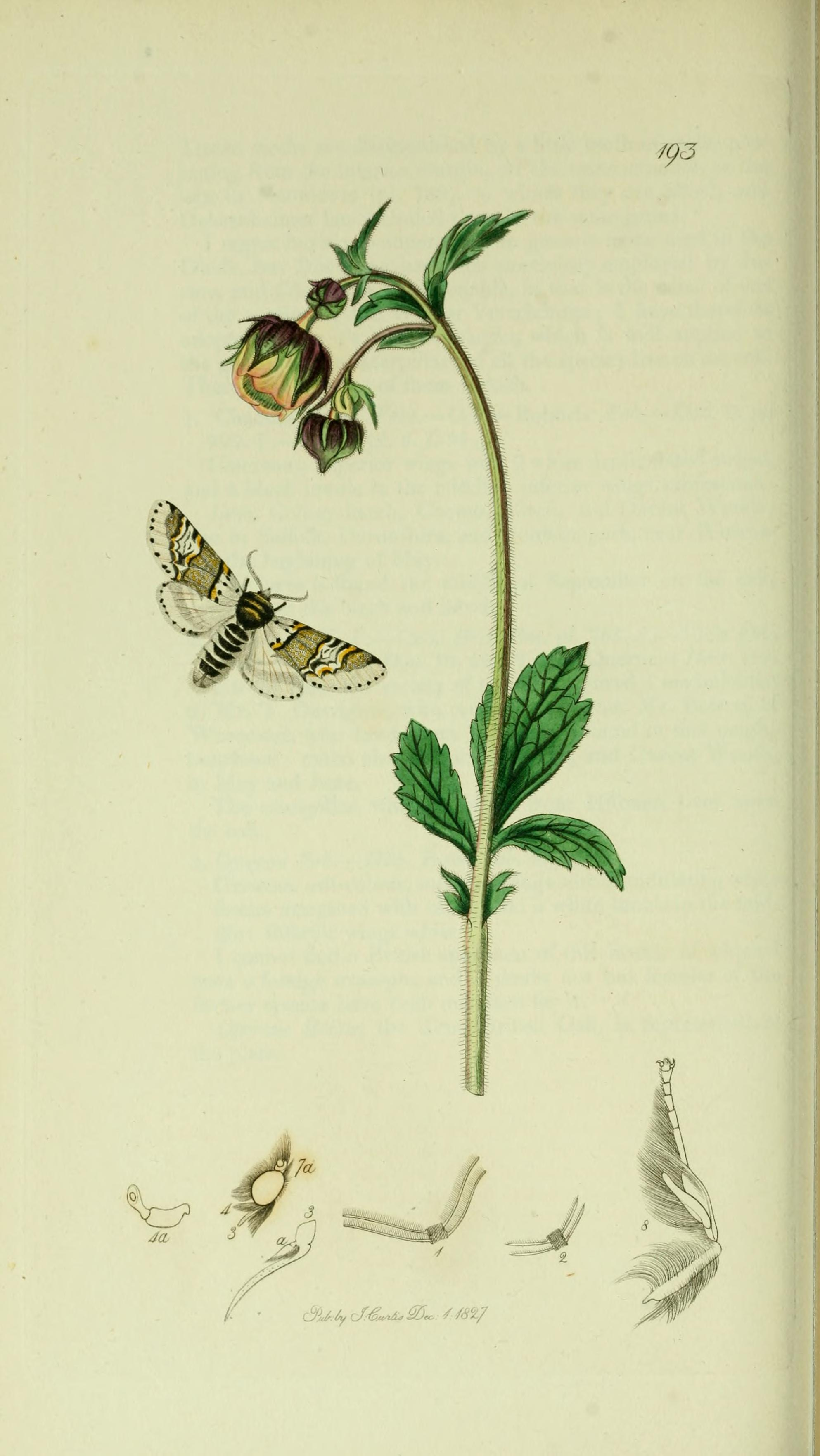
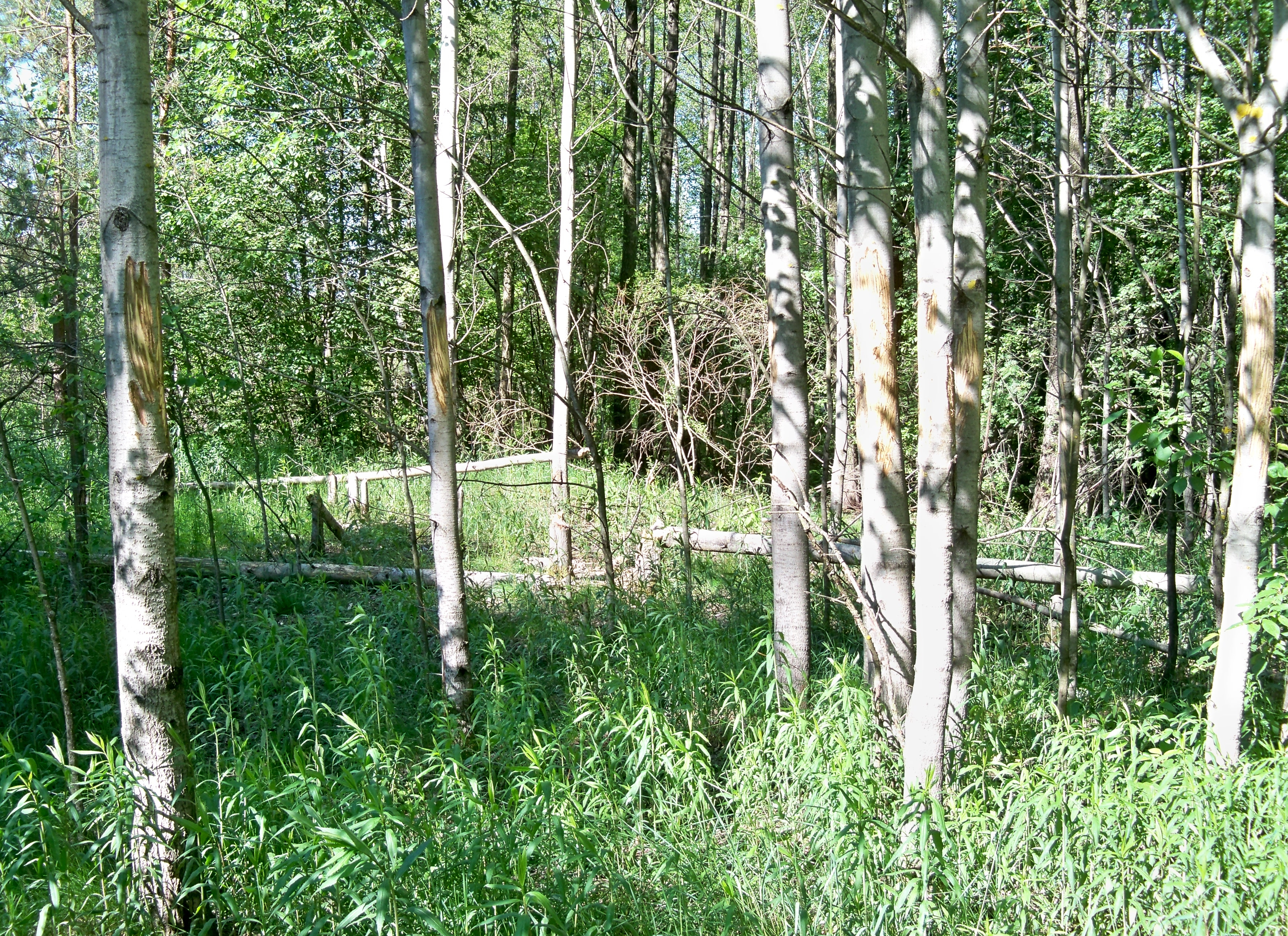